# Wicklow (góry)
Góry Wicklow (irl. Sléibhte Chill Mhantáin) – pasmo górskie w zachodniej części hrabstwa Wicklow, na południe od Dublina.

## Położenie
Jest to najrozleglejszy obszar górski w Irlandii. Granitowy masyw wznosi się w sercu prowincji Leinster, w pobliżu wybrzeży Morza Irlandzkiego. Góry Wicklow wznoszą się nad hrabstwem o tej samej nazwie, leżącym między hrabstwami Dublin, Wexford, Carlow i Kildare. Najwyższym wzniesieniem jest Lugnaquilla (925 m n.p.m.)

## Geologia
Większa część pasma zbudowana jest z granitu, a jego osłonę stanowią skały metamorficzne – łupki łyszczykowe i starsze od nich, kambryjskie kwarcyty "Bray Group". Skały te zostały wydźwignięte w czasie orogenezy kaledońskiej, na początku dewonu. Granit ten stanowi część tzw. "Leinster Chain" – najdłuższej strefy granitowej na Wyspach Brytyjskich.
W plejstocenie obszar ten był zlodowacony, a efektem tego są głębokie doliny U-kształtne, cyrki polodowcowe i jeziora rynnowe.

## Górnictwo
W górach istniały kopalnie miedzi i ołowiu, później zaś żelaza, a w mniejszych ilościach wydobywano: złoto, srebro i cynk. Kopalnie istniały przede wszystkim w Avoca i Glendalough. W XVIII w. miała miejsce gorączka złota. W późniejszym okresie w wielu miejscach eksploatowano granity. Zbudowano z nich wiele gmachów w Dublinie, a także katedrę w Liverpoolu.

## Krajobraz
Do znajdujących się tam dolin należą Glanmacnass i Glendalough. Z gór wypływają rzeki Slaney i Liffey. Slaney kończy swój bieg w hrabstwie Wexford, Liffey przepływa przez Dublin i uchodzi do Morza Irlandzkiego znajdującego się w odległości 20 km na północny wschód od szczytu Lugnaquilla.
W północnej części znajduje się najwyższy w Irlandii wodospad Powerscourt o wysokości 121 m.
Krajobraz gór Wicklow to zielone pagórki, na których rosną paprocie i wrzosy. Obszar jest silnie podmokły. Niższe partie masywu porastają lasy iglaste lub liściaste – dębowe. U jego stóp leżą dwa jeziora: Upper Lake i Lower Lake.

## Gospodarka
Ziemie na obszarze gór Wicklow są żyzne i urodzajne, dzięki czemu produkcja rolna jest tu wysokiej jakości. Hodowla i mleczarstwo to dwa podstawowe źródła dochodów mieszkańców górskich dolin.